# Sergio Rivero
Sergio Rivero Kuhn (Santa Cruz de la Sierra, 6 de dezembro de 1963 – Santa Cruz de la Sierra, 1 de setembro de 2024) foi um futebolista boliviano que atuava como zagueiro.

## Carreira
Em clubes, Rivero teve maior destaque atuando no Real Santa Cruz e no Oriente Petrolero, tendo atuado em 241 jogos (é o jogador com mais partidas disputadas pelo clube) e marcado 7 gols pelos Albos e jogado 174 partidas com a camisa dos Azucareros, com um gol marcado. Passou também por Chaco Petrolero e Guabirá antes de sua aposentadoria, em 1999.[carece de fontes?]
Pelo Oriente Petrolero, foi campeão boliviano em 1990 e conquistou ainda o torneio Apertura do Campeonato Boliviano em 1996.

## Seleção Boliviana
Pela Seleção Boliviana, o zagueiro disputou a Copa América de 1991, onde também fez sua estreia por La Verde, no empate por 1 a 1 com o Uruguai. Foi a única partida de Rivero na campanha boliviana na competição, encerrada ainda na primeira fase.
Voltaria a defender o selecionado em 1993 para disputar dois amistosos contra Honduras, além de atuar contra Coreia do Norte, Paraguai, El Salvador e Chile. As últimas partidas internacionais de Rivero foram nas eliminatórias sul-americanas para a Copa de 1994, contra Uruguai e Equador, em setembro do mesmo ano, mas não foi convocado por Xabier Azkargorta para disputar o torneio.

## Morte
Em 1 de setembro de 2024, Rivero desmaiou durante uma partida amadora e foi levado para um centro médico. Pouco depois de ter recebido alta, foi encontrado morto aos 60 anos

## Títulos
Oriente Petrolero
- Campeonato Boliviano: 1990

Bolívar
- Campeonato Boliviano: 1996 (Apertura)